# Oedalechilus
Los mújoles del género Oedalechilus son peces de la familia de los mugílidos, distribuidos por el océano Pacífico, océano Atlántico y mar Mediterráneo.
Con el cuerpo similar al del resto de la familia de longitudes máximas entre 25 y 40 cm, tienen dos aletas dorsales, la primera con 4 radios espinosos y la posterior con uno 8 radios blandos.
Son especies marinas pegadas al fondo de aguas poco profundas cercanas a rocas de la costa o arrecifes en aguas tropicales, se les puede encontrar en la desembocadura de ríos pero no suelen penetrar en estos. Su pesca tiene poco interés comercial.

## Especies
Existen dos especies consideradas válidas en este género:
- Oedalechilus labeo (Cuvier, 1829) - Caluga.
- Oedalechilus labiosus (Valenciennes, 1836).